# Hélène Clerc-Murgier
Pour les articles homonymes, voir Clerc.
Hélène Clerc-Murgier est une romancière, metteuse en scène et claveciniste française. Elle est cofondatrice et directrice artistique avec Pauline Warnier de la Compagnie lyrique Les Monts du Reuil et artiste en résidence à l'opéra de Reims. Parallèlement, Hélène Clerc-Murgier écrit des romans policiers historiques qui ont pour cadre les rues de Paris au XVIIe siècle. Ils sont publiés aux éditions Jacqueline Chambon, Babel Noir - Actes Sud. Son quatrième roman, Meurtres en cinq actes, sorti en janvier 2025 chez Actes Noir/Actes Sud.

## Biographie
Née à Chambéry dans une famille de musiciens (son père est flûtiste et sa mère chanteuse) Son frère est le violoncelliste Michel Murgier (1970-1997), à qui elle dédie son premier roman Abbesses.
Hélène Clerc-Murgier poursuit ses études de clavecin à l'Akademie für Alte Musik à Brême, puis au Sweelink Conservatorium à Amsterdam, dans la classe de Gustav Leonhardt,.
En 1989, elle est lauréate du concours international de musique de chambre d'Utrecht (Holland Festival Oude Muziek Utrecht)[réf. à confirmer].
De retour en France, elle joue dans différents orchestres et rejoint en 1995 l'Ensemble Matheus, avant de créer la compagnie lyrique Les Monts du Reuil en 2007, avec la violoncelliste Pauline Warnier,,. La Compagnie est en résidence à l'opéra de Reims, jusqu'en 2024. Les deux musiciennes travaillent en collaboration avec les éditions Buissonnières pour la publication des opéras ou des spectacles musicaux, notamment : Cendrillon de Jean-Louis Laruette (2011) ; Le Soldat magicien, de Philidor ; Le chat botté (2014) ; Le jeune sage et le vieux fou, de Méhul (2017) — recréation lors des commémorations nationales de l’anniversaire de Méhul — ; Raoul Barbe bleue, de André Grétry (2017) ; Maison à vendre de Nicolas Dalayrac ; Richard Cœur de lion de Grétry et Guillaume Tell de André Grétry, l'Eclipse Totale de Nicolas Dalayrac, Le Magnifique de André Grétry.

## Publications

### Romans
Les romans de Hélène Clerc-Murgier mettent en scène Jacques Chevassut, lieutenant-criminel au Grand-Châtelet. Ses enquêtes vont le mener sur le Pont-Neuf, l'abbaye de Montmartre, la foire Saint-Germain, le château de Vincennes, la cour des miracles. Il va croiser la route de Marin Mersenne, du cardinal de Richelieu, Catherine de Rambouillet. Hélène Clerc-Murgier s'est inspirée de La main enchantée de Gérard de Nerval, qui se déroule sur le Pont-Neuf et dont l'un des protagonistes est le lieutenant Chevassut. Jacques Chevassut est son petit-fils et croise régulièrement Maître Gonin, l'alchimiste immortel qui loge dans le Château-Gaillard près du Pont-Neuf.
- Abbesses, Jacqueline Chambon, 2013, 365 p.  (ISBN 978-2-330-02009-5) Réédition Actes Sud, coll. « Babel noir » no 162, 2016, 567 p.  (ISBN 978-2-330-06465-5)}}

- La Rue du bout-du-monde[13],[14], Jacqueline Chambon, 2016, 362 p.  (ISBN 978-2-330-05881-4)
- L'Affaire Chevreuse, Jacqueline Chambon, 2020, 352 p.  (ISBN 978-2-330-13158-6)
- Meurtres en cinq actes, Actes Sud, coll. « Actes noirs », 2025, 336 p.  (ISBN 978-2-330-20073-2)

### Livrets
- 2025 - Marya, Rencontres avec Marie Curie, spectacle musical en 5 tableaux, musique de Isabelle Aboulker.
- 2025 - Rêver ici, Alice Guy et Georges Mélies, spectacle musical, créé pour la Compagnie Chagouli.
- 2026 – Battez Philidor (titre provisoire), spectacle musical pour les 300 ans de la naissance de André-Danican Philidor.

### Mises en scène
- 2020 - Le Chat Botté, sur le conte de Charles Perrault
- 2021 (avec Louison Costes) - Le Fabulatographe, ciné-opéra sur les fables de Jean de La Fontaine
- 2023 (avec Louison Costes) - La 1002e Nuit, Opéra-Féerie, Lucien Poujade - Pierre Senges, d'après un livret de Jules Verne
- 2023 - Hercule en balade, Jean-Philippe Rameau, Jean-Sébastien Bach, Henry Purcell - Pierre Senges. Le théâtre de promène.
- 2023 (avec Louison Costes) - Les Nuits de Shéhérazade, opéra-féerie de Lucien Poujade - Pierre Senges, d'après un livret de Jules Verne
- 2024 (avec Louison Costes) - Les travaux d’Hercule, Opéra-Comique, Jean-Philippe Rameau, Jean-Sébastien Bach, Henry Purcell - Pierre Senges

### Discographie
- 1996 - Concerti Con Molti Strumenti, avec Ensemble Matheus. Pierre Verany
- 1997 - Concerti Con Molti Strumenti, Vol. II, 1997 avec Ensemble Matheus. Pierre Verany
- 2000 - Pièces de violes : Suites de François Couperin et Antoine Forqueray - Nina Ben David, basse de viole ; Janathan Dubin, théorbe ; Sophie Bauchet, basse de viole ; Hélène Clerc-Murgier, clavecin flamand Marc Ducornet d'après Rückers (janvier 2000, Alpha 007)[1],[15],[16] (OCLC 77085220)
- 2002 - La notte de Antonio Vivaldi - La tempesta di mare / Il gardellino /Concerto per flautino e archi - Ensemble Matheus, direction Jean-Christophe Spinosi, avec Sébastien Marq - recommandé par ClassicaGoldberg, Choc de l'année du monde de la musique 2002, disque de l'année (le Figaroscope), disque du mois (janv-fév 03) Toccata Alte Musik Aktuell
- 2003 - La Verita in Cimento Antonio Vivaldi, avec Gemma Bertagnolli, Philippe Jaroussky, Sara Mingardo, Guillemette Laurens, Nathalie Stutzmann; Ensemble Matheus. Opus111/Naïve
- 2004 -  Orlando Furioso de Antonio Vivaldi, avec Marie-Nicole Lemieux, Jennifer Larmore, Verónica Cangemi, Ann Hallenberg, Philippe Jaroussky, Lorenzo Regazzo; Ensemble Matheus. Opus111/Naïve
- 2006 - Transcriptions 2 : L’Hiver – Antonio Vivaldi - Chœur Accentus, dir. Laurence Equilbey ; Les Monts du Reuil : Pauline Warnier, violoncelle ; Hélène Clerc-Murgier, orgue ; André Heinchich, luth ; Damien Guffroy, contrebasse (juin 2006, CD Naïve V 5048 / DVD réalisation Andy Sommer[17]) (OCLC 421796634 et 516234031)
- 2007 - La Dafne de Marco da Gagliano - Ensemble Fuoco e Cenere, dir. Jay Bernfeld, avec Chantal Santon, Guillemette Laurens, Daphné Touchais, Mathieu Abelli (avril 2007, Arion) (OCLC 422631558)

#### Avec la Compagnie les Monts du Reuil

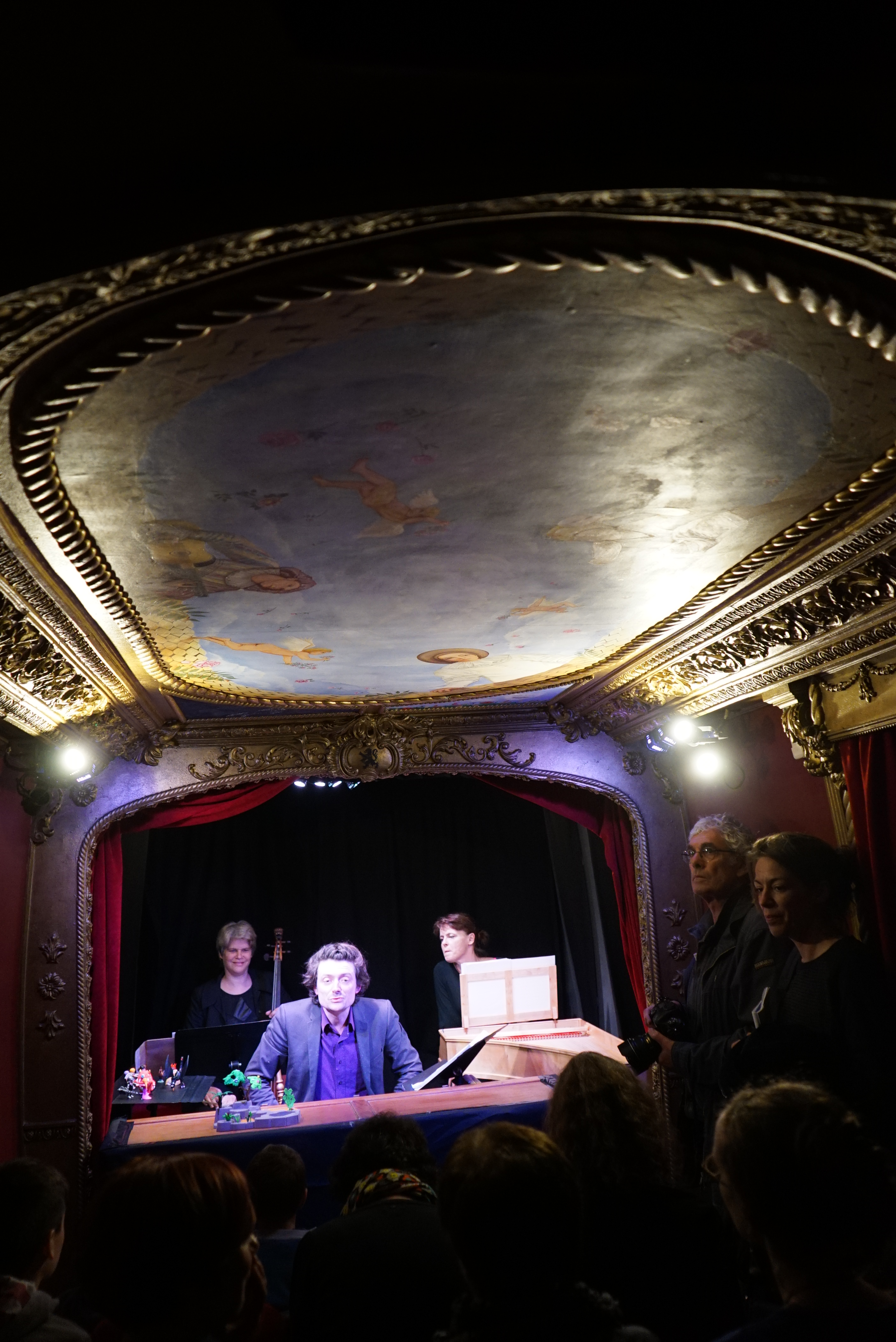
En 2017 au clavecin avec la compagnie et Pauline Warnier au violoncelle.

- 2012 - Fables en miroir, Les Monts du Reuil
- 2011 - Cendrillon, Opéra-comique en 1 acte, Jean-Louis Laruette et Louis Anseaume, Les Monts du Reuil[18],[19],[20], Les belles Écouteuses.
- 2015 - Le Soldat magicien, Opéra-comique en 1 acte, André Danican Philidor et Louis Anseaume, Les Monts du Reuil, Les belles Écouteuses.
- 2016 - Raoul Barbe-bleue, opéra comique de André Grétry et Michel-Jean Sedaine Les Monts du Reuil[21],[22] Les belles Écouteuses.
- Maison à vendre, opéra comique en 1 acte, de Nicolas Dalayrac, Les Monts du Reuil[23]
- 2017 - Le jeune sage et le vieux fou, opéra-comique en 1 acte, Étienne-Nicolas Méhul, Les Monts du Reuil (7 mars 2017, DVD Les inédits de la BnF)[7],[24],[25] (OCLC 1034765028)
- 2020 - Guillaume Tell, Opéra-comique en 3 actes de André Grétry et Michel-Jean Sedaine, Les belles Écouteuses.
- 2022 - Amour, bannis ma crainte - Musique de André Grétry, Nicolas Dalayrac, Clérambault. Avec Jeanne Zaepffel, Hadhoum Tunc, Louison Costes et Guillaume Gutierrez (Aparté)

### Compagnie les Monts du Reuil - Opéras comiques
La Compagnie Les Monts du Reuil s’est spécialisée dans la redécouverte d’opéras du XVIIIe siècle dans le cadre de sa résidence à l'Opéra de Reims jusqu'en 2024 :
- 2011 - Cendrillon, Opéra-comique en 1 acte de Jean-Louis Laruette et Louis Anseaume.
- 2013 - Les Deux Chasseurs & la Laitière, Opéra-comique en 1 acte de Emmanuel Clerc et Louis Anseaume.
- 2014 - Le Docteur Sangrado, Opéra-comique en 1 acte de Jean-Louis Laruette et Louis Anseaume.
- 2015 - Le Soldat magicien, Opéra-comique de François-André Danican Philidor et Louis Anseaume
- 2016 - Raoul Barbe-Bleue, Opéra-comique en 3 actes de André Grétry et Michel-Jean Sedaine
- 2017 - Le jeune Sage & le Vieux Fou de Étienne Méhul
- 2018 - Richard Coeur de lion Opéra-comique en 3 actes de André Grétry et Michel-Jean Sedaine
- 2018 - Maison à vendre Comédie en 1 acte de Nicolas Dalayrac,
- 2020 - Guillaume Tell, Opéra-comique en 3 actes de André Grétry et Michel-Jean Sedaine
- 2021 - L'Éclipse totale, Comédie en 1 acte de Nicolas Dalayrac (d'après Jean de La Fontaine)
- 2022 - Le Magnifique, Opéra-comique en 3 actes de André Grétry et Michel-Jean Sedaine (d'après Jean de La Fontaine)
- 2023 - La 1002e Nuit, Opéra-Bouffe, Lucien Poujade - Pierre Senges, d'après un livret de Jules Verne
- 2024 - Les travaux d’Hercule, Opéra-Comique, Jean-Philippe Rameau, Jean-Sébastien Bach, Henry Purcell - Pierre Senges

### Théâtre musical
- 2007 - Fables dans le goût de La Fontaine
- 2015 - Mr Barbe bleue, d'après Barbe bleue de Charles Perrault
- 2017 - Le Chat Botté, sur le conte de Charles Perrault
- 2018 - La 7e femme de Barbe bleue, d'après Barbe bleue de Charles Perrault
- 2019 - Oh Richard oh mon roi ! Emmanuel Clerc
- 2020 - Le petit Tell, d'après Guillaume Tell André Grétry, livret Hélène Clerc-Murgier
- 2021 (avec Louison Costes) - Le Fabulatographe, ciné-opéra sur les fables de Jean de La Fontaine
- 2023 - Hercule en balade, le théâtre de promène.
- 2023 - Les Nuits de Shéhérazade, d'après l'opéra-féerie de Lucien Poujade - Pierre Senges, Jules Verne.
- 2025 - Marya, rencontres avec Marie Curie, spectacle musical en 1 acte et 5 tableaux, musique Isabelle Aboulker, livret Hélène Clerc-Murgier.

### Partitions
- 2007 - Fables dans le goût de La Fontaine, vol. 1. Éditions Buissonnières – Restitution commentaires Hélène Clerc-Murgier et Pauline Warnier (OCLC 1041435869)
- 2008 - Fables dans le goût de La Fontaine, vol. 2. Éditions Buissonnières – Restitution et commentaires Hélène Clerc-Murgier et Pauline Warnier
- 2008, réédition en 2011 - Cendrillon, opéra-comique en 1 acte de Jean-Louis Laruette et Louis Anseaume. Éditions Buissonnières, 2011 – Restitution et commentaires Hélène Clerc-Murgier et Pauline Warnier (OCLC 1048896548)
- 2015 - Le Soldat magicien, opéra-comique de François-André Danican Philidor et Louis Anseaume. Éditions Buissonnières, 2015 – Restitution et commentaires Hélène Clerc-Murgier et Pauline Warnier (BNF 44337315)
- 2016 - Raoul Barbe bleue, Comédie en prose en 3 actes, André Grétry et Michel-Jean Sedaine. Éditions Buissonnières – Restitution et commentaires Hélène Clerc-Murgier et Pauline Warnier[26]
- 2017 - Le jeune sage et le vieux fou, Étienne Nicolas Méhul et Benoit Hoffman - Opéra Comique en 1 acte. Éditions Buissonnières – Restitution Pauline Warnier, Hélène Clerc-Murgier, Pierre Daubigny (ISBN 978 2 84926 333 4), Réf EB-2-333
- 2018 - Maison à vendre, de Nicolas Dalayrac, restitution et commentaires Hélène Clerc-Murgier, Pauline Warnier, Riadh Mtirawi, Pierre Daubigny, Éditions Buissonnières
- 2018 - Richard Cœur de lion, Opéra-Comique de André Grétry et Michel-Jean Sedaine, Éditions Buissonnières
- 2020 - Guillaume Tell, Opéra-Comique de André Grétry et Michel-Jean Sedaine, Éditions Buissonnières
- 2021 - L'Éclipse totale, comédie en 1 acte de Nicolas Dalayrac, restitution et commentaires Hélène Clerc-Murgier, Pauline Warnier, Riadh Mtirawi, Pierre Daubigny, Éditions Buissonnières
- 2022 - Le Magnifique, Opéra-Comique en trois actes de André Grétry et Michel-Jean Sedaine, restitution et commentaires Hélène Clerc-Murgier, Pauline Warnier, Riadh Mtirawi, Pierre Daubigny, Éditions Buissonnières.
- 2023 - Almasis, Opéra-ballet en 1 acte de Pancrace Royer et François-Augustin de Paradis de Moncrif, édition critique de Riadh Mtirawi, sous la direction d'Achille Davy-Rigaud et Hélène Clerc-Murgier. Avec le soutien du Ministère de la culture, l'Iremus, la SFM, la Sorbonne, le CNSMD de Paris.
- 2025 - Marya, rencontres avec Marie Curie, spectacle musical en 1 acte et 5 tableaux, musique Isabelle Aboulker, livret Hélène Clerc-Murgier, éditions Buissonnières.